# Brodiví a pelikáni
Brodiví a pelikáni (Pelecaniformes) je řád středně velkých a velkých vodních ptáků, kteří jsou široce rozšíření po celém světě. Brodiví a pelikáni zahrnují následující čeledi: člunozobcovití, ibisovití, kladivoušovití, pelikánovití a volavkovití. Řád Pelecaniformes původně nesl v češtině název veslonozí, avšak po četných výzkumech DNA z počátku 21. století a zahrnutí dalších několika čeledí do toho řádu a vyjmutí některých jiných se Pelecaniformes začal označovat jako „brodiví a pelikáni“.

## Charakteristika
Všechny prsty jsou otočeny dopředu a spojeny plovací blánou. Všichni zástupci se živí rybami. Podle způsobu lovu se liší stavba zobáku a míra pneumatizace těla (množství dutých kostí a velikost vzdušných vaků). Většinou hnízdí v koloniích na skalnatých, nebo i plochých pobřežích, ostrovech, na stromech a v rákosinách.

## Taxonomie
Tradiční systematika řadila do řádu Pelecaniformes šest skupin vodních ptáků – pelikány, kormorány, anhingy, tereje, fregatky a faetony. Řád se dříve označoval jako veslonozí. Anhingy, terejové, fregatky a kormoráni dnes tvoří samostatný řád terejové (Suliformes); stejně tak faetony tvoří samostatný řád faetoni (Phaethontiformes). 
Moderní analýzy DNA z 21. století ukázaly, že řád veslonohých byl v původním pojetí polyfyletickým seskupením taxonů, z nichž mnohé měly blíže k brodivým (ve starém chápání tohoto řádu), než k ostatním čeledím veslonohých. Na základě těchto výzkumu jsou do řádu Pelecaniformes nově řazeni zástupci brodivých ptáků mimo čápovitých, naopak faetoni jsou považováni za samostatný řád. Vztahy jednotlivých skupin řádu ukazuje toto schéma:
|  | \| \| Balaenicipitidae (člunozobcovití) \| \| \| \| \| \| Pelecanidae (pelikánovití) \| \| \| \| |
|  |                                                                                                  |
|  | Scopidae (kladivoušovití)                                                                        |
|  |                                                                                                  |
|  | Balaenicipitidae (člunozobcovití)                                                                |
|  |                                                                                                  |
|  | Pelecanidae (pelikánovití)                                                                       |
|  |                                                                                                  |

|  | Balaenicipitidae (člunozobcovití) |
|  |                                   |
|  | Pelecanidae (pelikánovití)        |
|  |                                   |

|  | Threskiornithidae (ibisovití) |
|  |                               |
|  | Ardeidae (volavkovití)        |
|  |                               |

|  | \| \| Balaenicipitidae (člunozobcovití) \| \| \| \| \| \| Pelecanidae (pelikánovití) \| \| \| \| |
|  |                                                                                                  |
|  | Scopidae (kladivoušovití)                                                                        |
|  |                                                                                                  |
|  | Balaenicipitidae (člunozobcovití)                                                                |
|  |                                                                                                  |
|  | Pelecanidae (pelikánovití)                                                                       |
|  |                                                                                                  |

|  | Balaenicipitidae (člunozobcovití) |
|  |                                   |
|  | Pelecanidae (pelikánovití)        |
|  |                                   |

|  | Threskiornithidae (ibisovití) |
|  |                               |
|  | Ardeidae (volavkovití)        |
|  |                               |

Do českého jazyka se řád Pelecaniformes překládá jako brodiví a pelikáni.

### Seznam čeledí
Do řádu brodiví a pelikáni se zahrnují následující čeledi:
- člunozobcovití (Balaenicipitidae) – člunozobec africký (Balaeniceps rex)
- ibisovití (Threskiornithidae) – 28 druhů ibisů a 6 druhů kolpíků
- kladivoušovití (Scopidae) – kladivouš africký (Scopus umbretta)
- pelikánovití (Pelecanidae) – 8 druhů pelikánů
- volavkovití (Ardeidae) – 68 druhů volavek, kvakošů, bukačů a bukáčků